# Calliphora
Genre
Calliphora est un genre de diptères de la famille des Calliphoridae. Ses espèces sont des grosses mouches généralement bleues dont les larves se nourrissent essentiellement de matière animale en décomposition. Elles revêtent une grande importance dans l'entomologie forensique. Calliphora vomitoria en est l'espèce-type. 

## Description
Les adultes ont un corps trapu dont le thorax et l'abdomen sont bleu métallique. Ils mesurent entre 6 et 14 mm. Leurs antennes sont courtes, à 3 articles, munies d'une arista velue. Leurs yeux sont rougeâtres et leurs pièces buccales sont de type lécheur. Les larves, quant à elles, sont blanches et mesurent de 8 à 10 mm. Apodes et acéphales, elles possèdent 12 segments visibles entourés de très petites épines. L'avant est pointu et porte des crochets permettant aux larves de se déplacer,. .

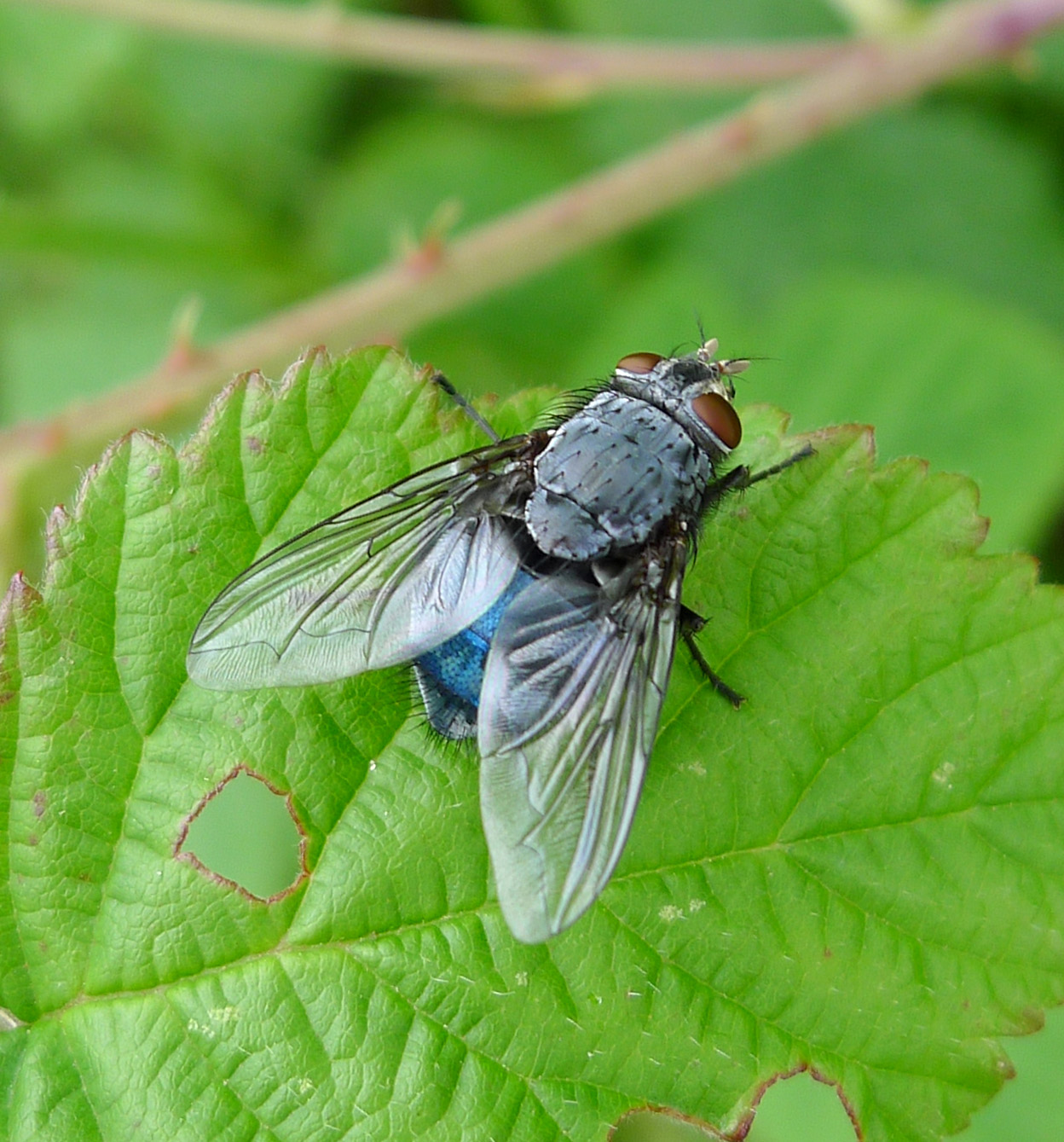
Calliphora vomitoria
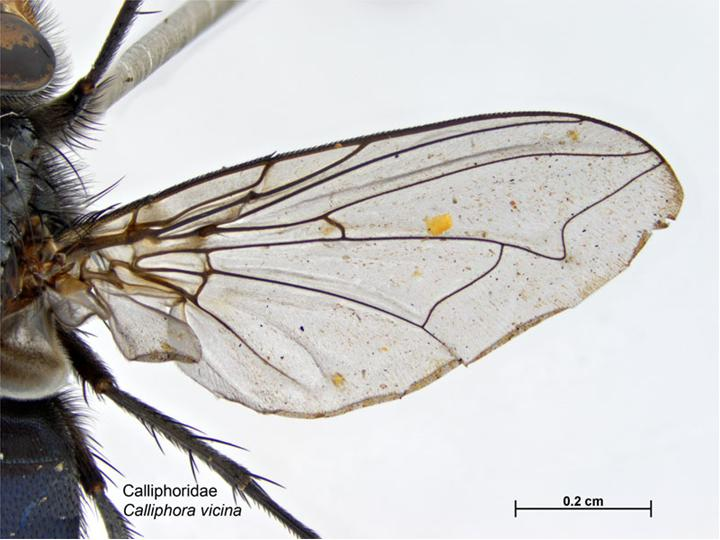
Aile de Calliphora vicina
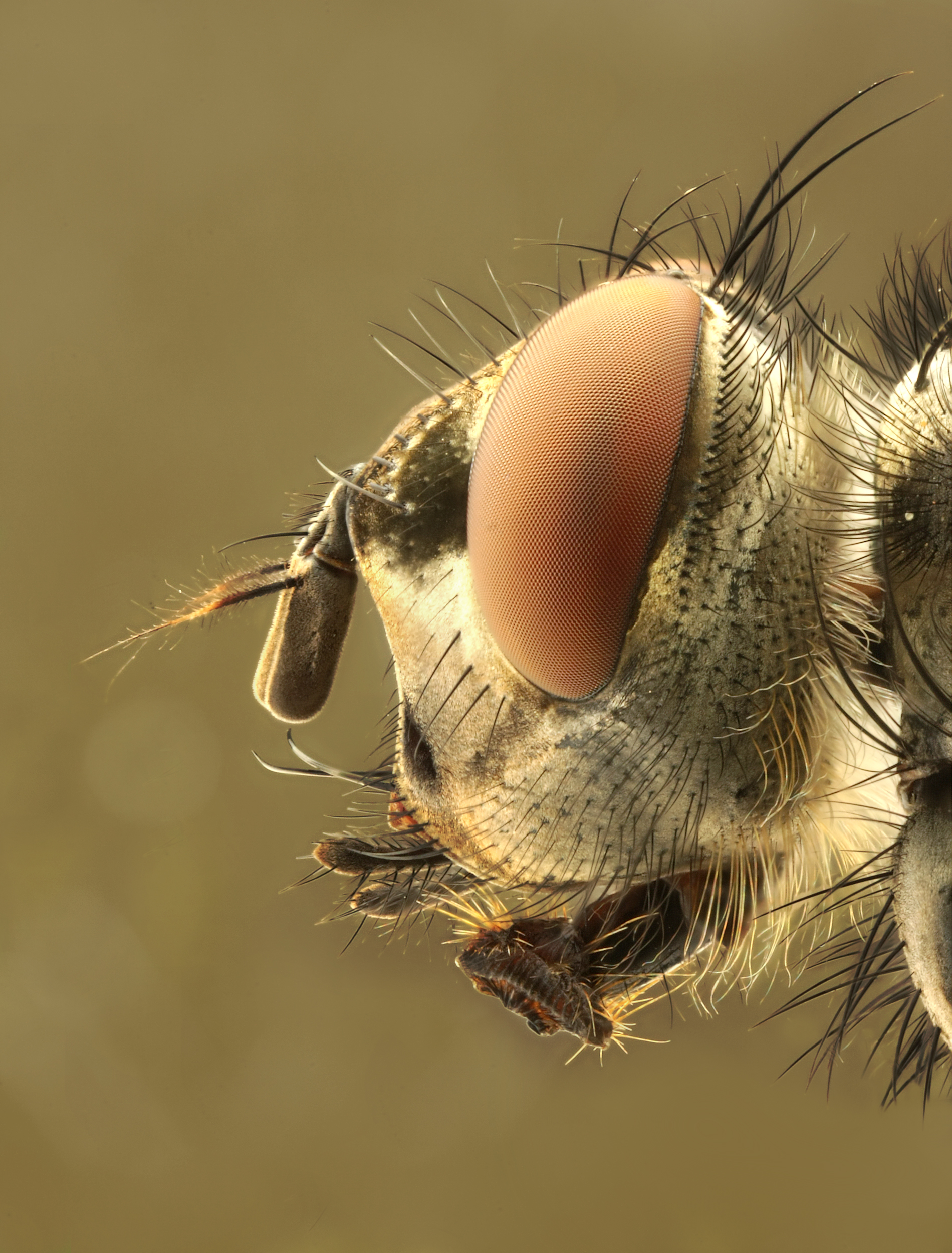
Tête vue de côté de Calliphora spp
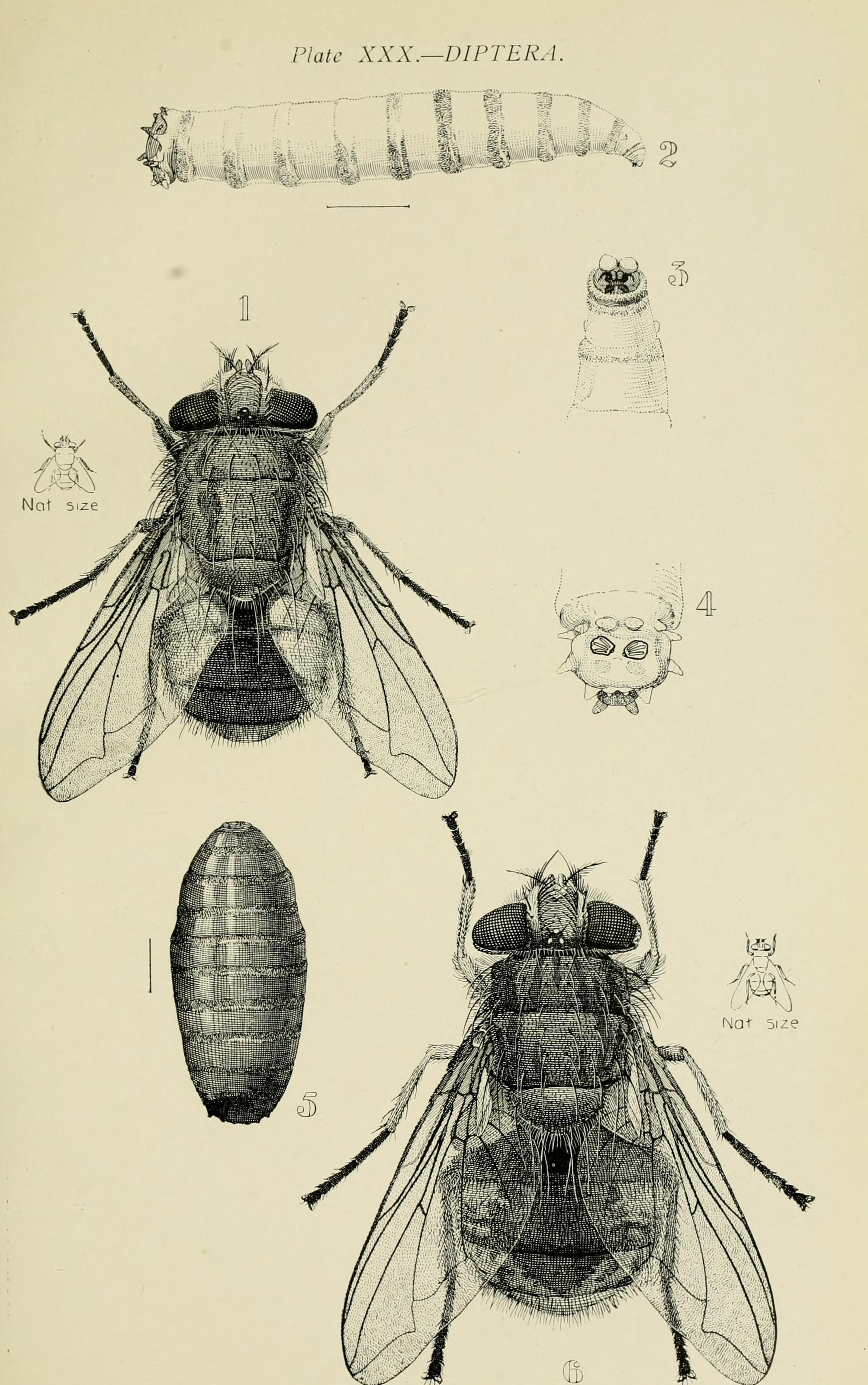
Calliphora augur et Calliphora stygia, 2 espèces australiènes et leur pupe

## Écologie
Ces mouches se nourrissent à l'état adulte de sucres tels que le nectar, les fruits pourris ou toute autre matière sucrée ainsi que des excréments. Leurs œufs sont pondus dans des excréments, de la matière végétale en décomposition, des blessures purulentes (provoquant des myases), de la viande fraîche, ou des cadavres dont la mort est récente ou non. Les espèces de Calliphora sont souvent les premières arrivées sur un cadavre, les femelles y pondent autour des yeux, dans les narines, autour et dans la bouche, au niveau des organes génitaux ainsi que dans les plaies, s'il y en a. Une fois sorties des œufs, les larves blanches se nourrissent de la chair en la liquéfiant grâce à la sécrétion de pepsine. Au bout de 8 jours par temps chaud, elles se transforment en pupes, puis émergent sous forme d'adultes après 14 jours de développement (toujours par temps chaud). Elles hivernent sous la forme d'œuf ou de pupe ou d'imago,.

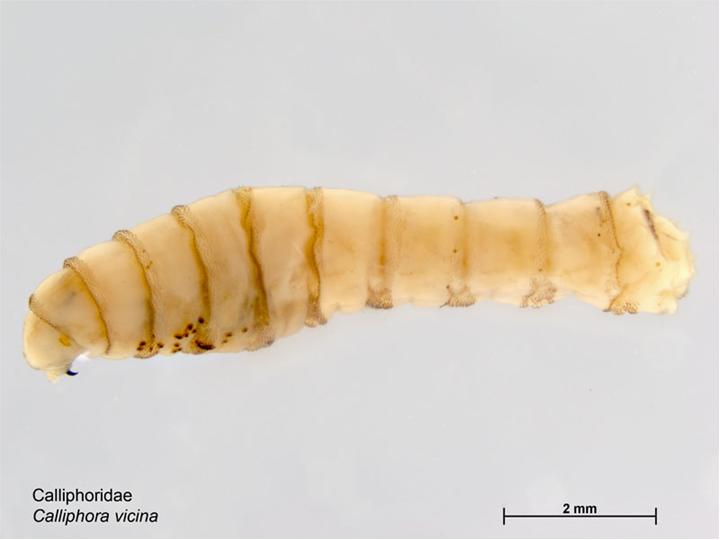
Larve de Calliphora vicina (troisième stade)
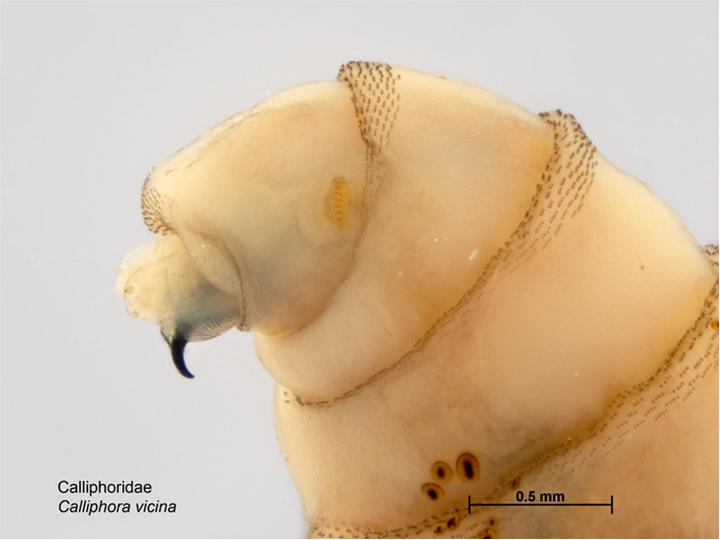
Vue de la partie avant d'une larve de Calliphora vicina (troisième stade)
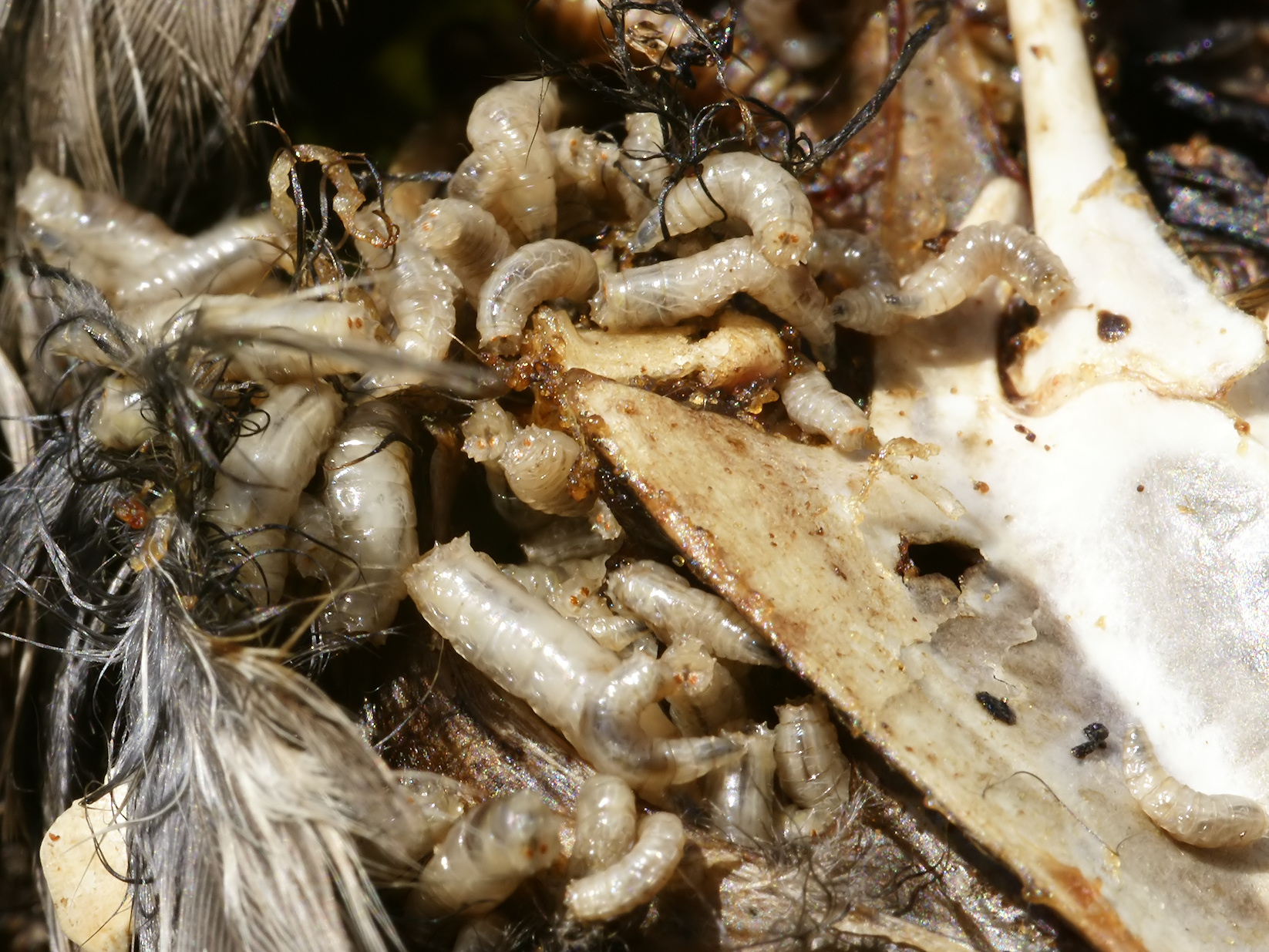
Larves de Calliphora sp se nourrissant du cadavre d'un oiseau (Belgique).

## Répartition
Les espèces Calliphora vomitoria et C. vicina sont très courantes, cosmopolites et actives toute l'année même dans des conditions particulièrement défavorables comme un névé à 1800m d'altitude en Suisse au mois de décembre. C. subalpina et C. uralensis sont limitées à l'Europe centrale à des altitudes élevées et à l'Europe du Nord. 

## Usages et intérêts
L'ensemble des espèces de Calliphora permet un compostage efficace des matières animales mortes. C. vomitoria, C. vicina et C. erythrocephala sont très utilisées en entomologie forensique afin de déterminer la date de la mort d'un cadavre. Certaines espèces, comme C. vicina, n'attaquant pas les tissus vivants sont utilisées en tant que larves cicatrisantes au sein de l'asticothérapie. Enfin, l'appétence des femelles pour l'odeur cadavérique joue un rôle essentiel dans la pollinisation de plantes comme les Arums ou la dispersion de spores de champignons tel que Phallus impudicus.

## Espèces européennes
Selon Fauna Europaea (15 février 2018)
- Calliphora bezzi Zumpt, 1956
- Calliphora genarum (Zetterstedt, 1838)
- Calliphora loewi Enderlein, 1903
- Calliphora splendens Macquart, 1839
- Calliphora stelviana (Brauer & Bergenstamm, 1891)
- Calliphora stylifera (Pokorny, 1889)
- Calliphora subalpina (Ringdahl, 1931)
- Calliphora uralensis Villeneuve, 1922
- Calliphora vicina Robineau-Desvoidy, 1830
- Calliphora vomitoria (Linnaeus, 1758)

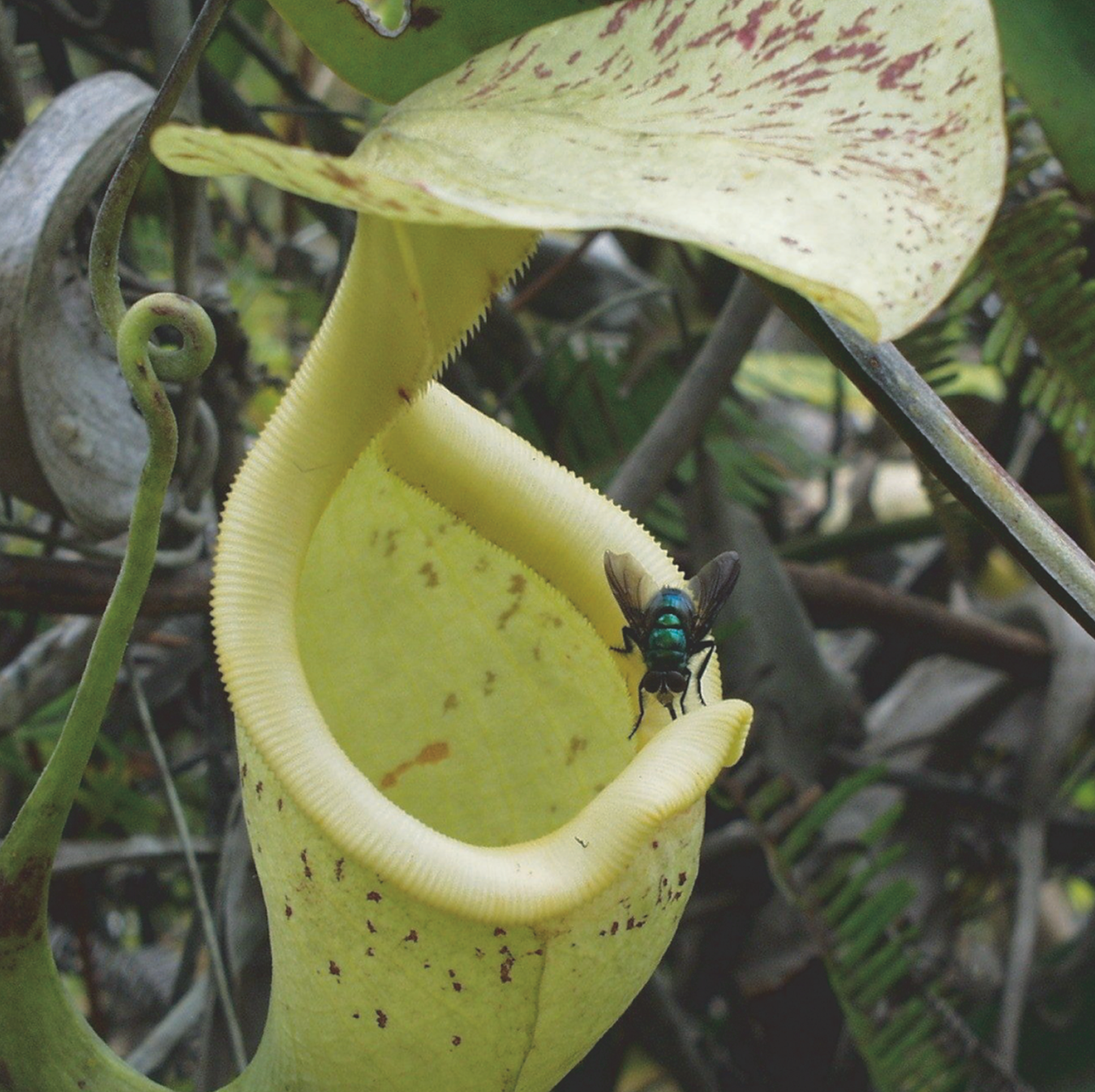
Calliphora spp en position dangereuse sur Nepenthes rafflesiana.
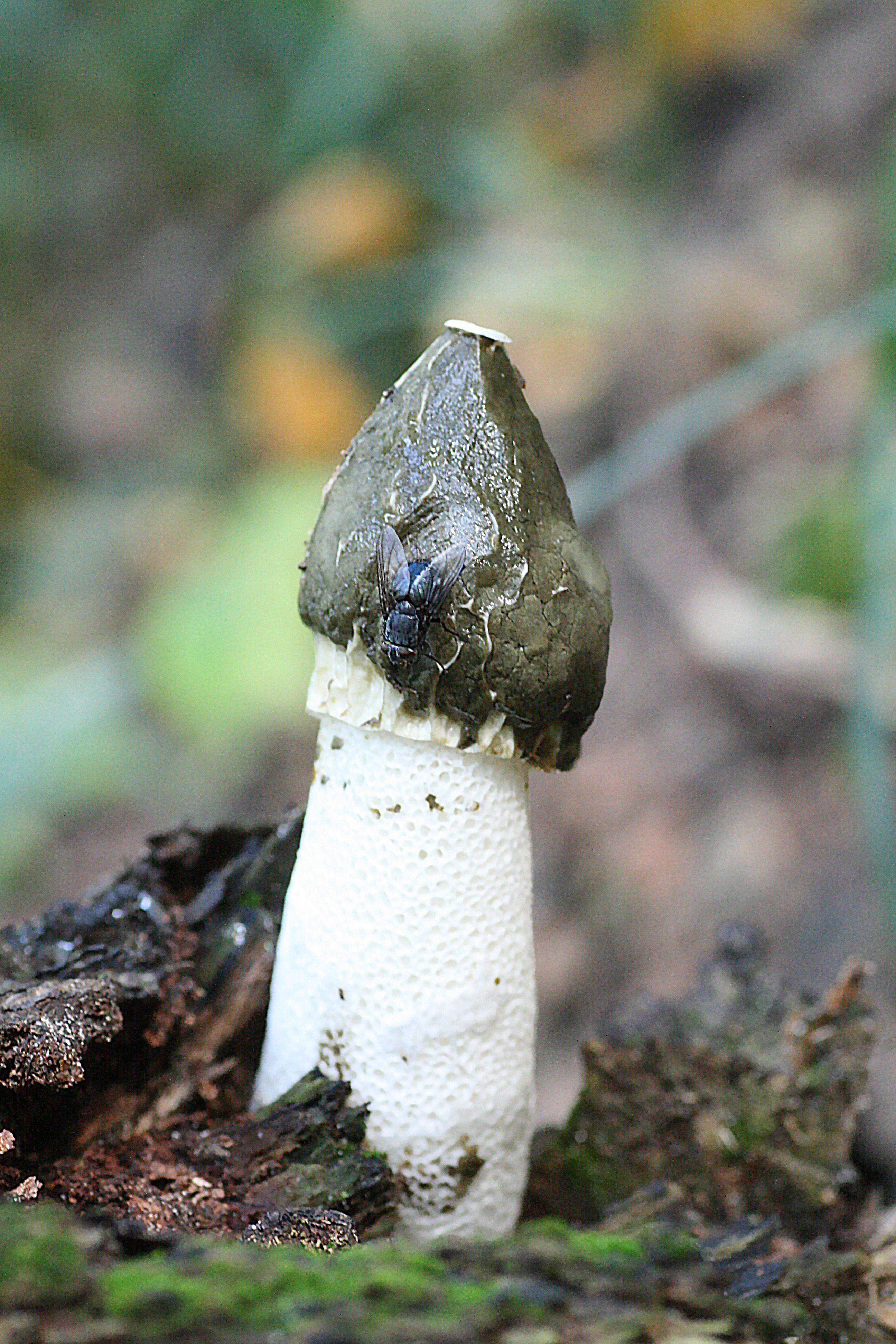
Phallus impudicus en compagnie de C. vicina
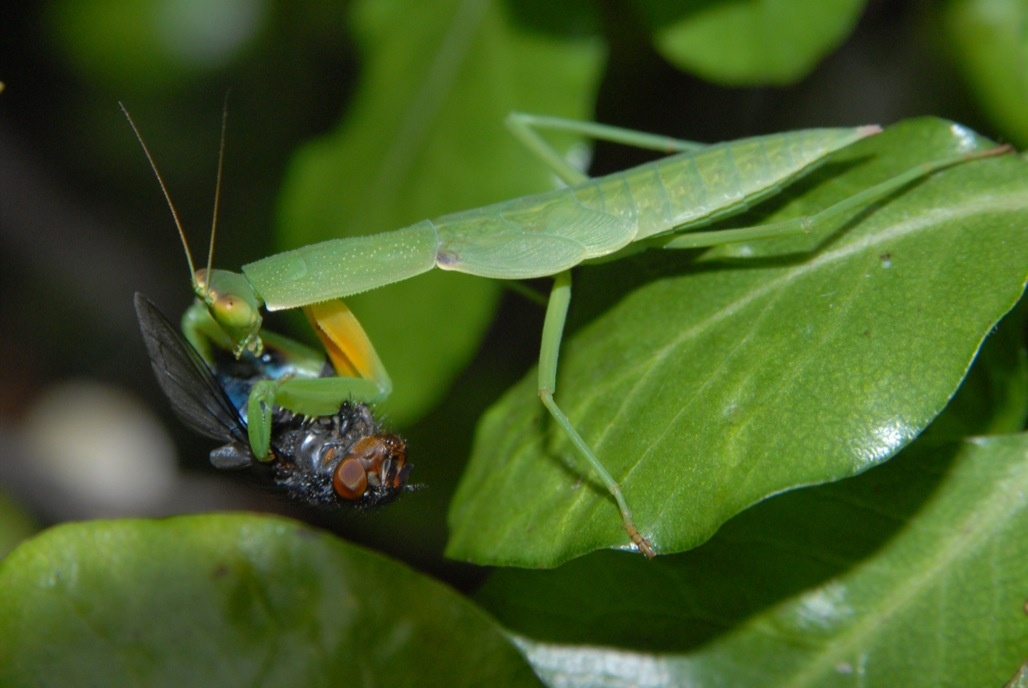
Orthodera novaezealandiae se nourrissant d'une Calliphora spp (Nouvelle Zélande)
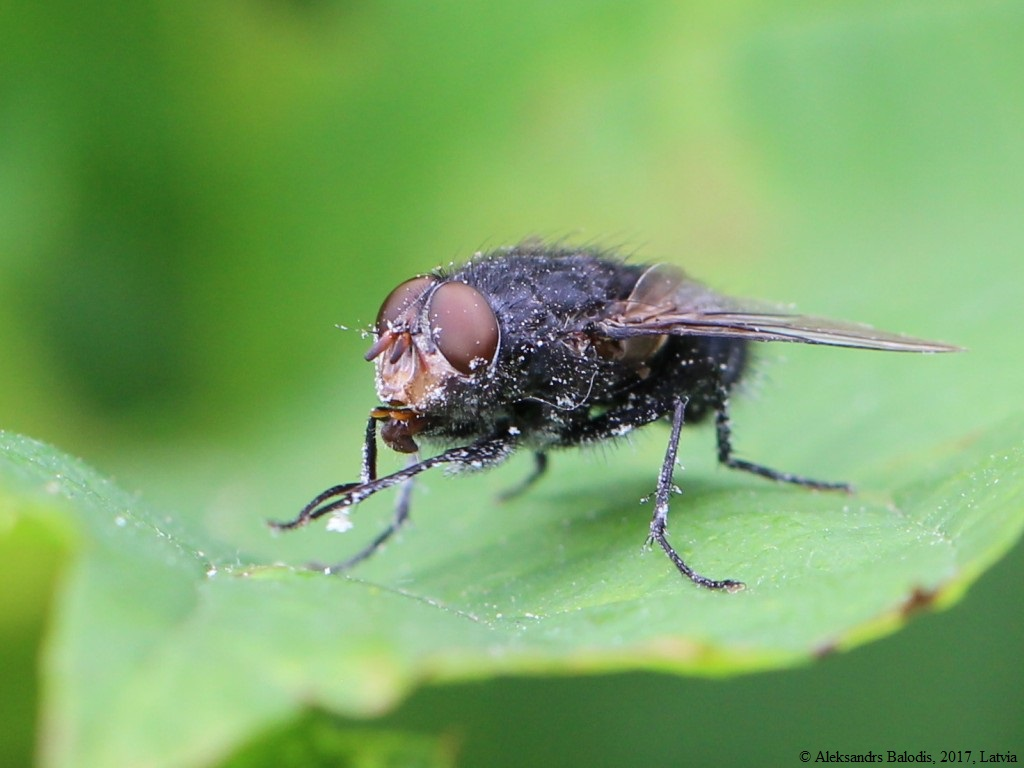
Calliphora uralensis
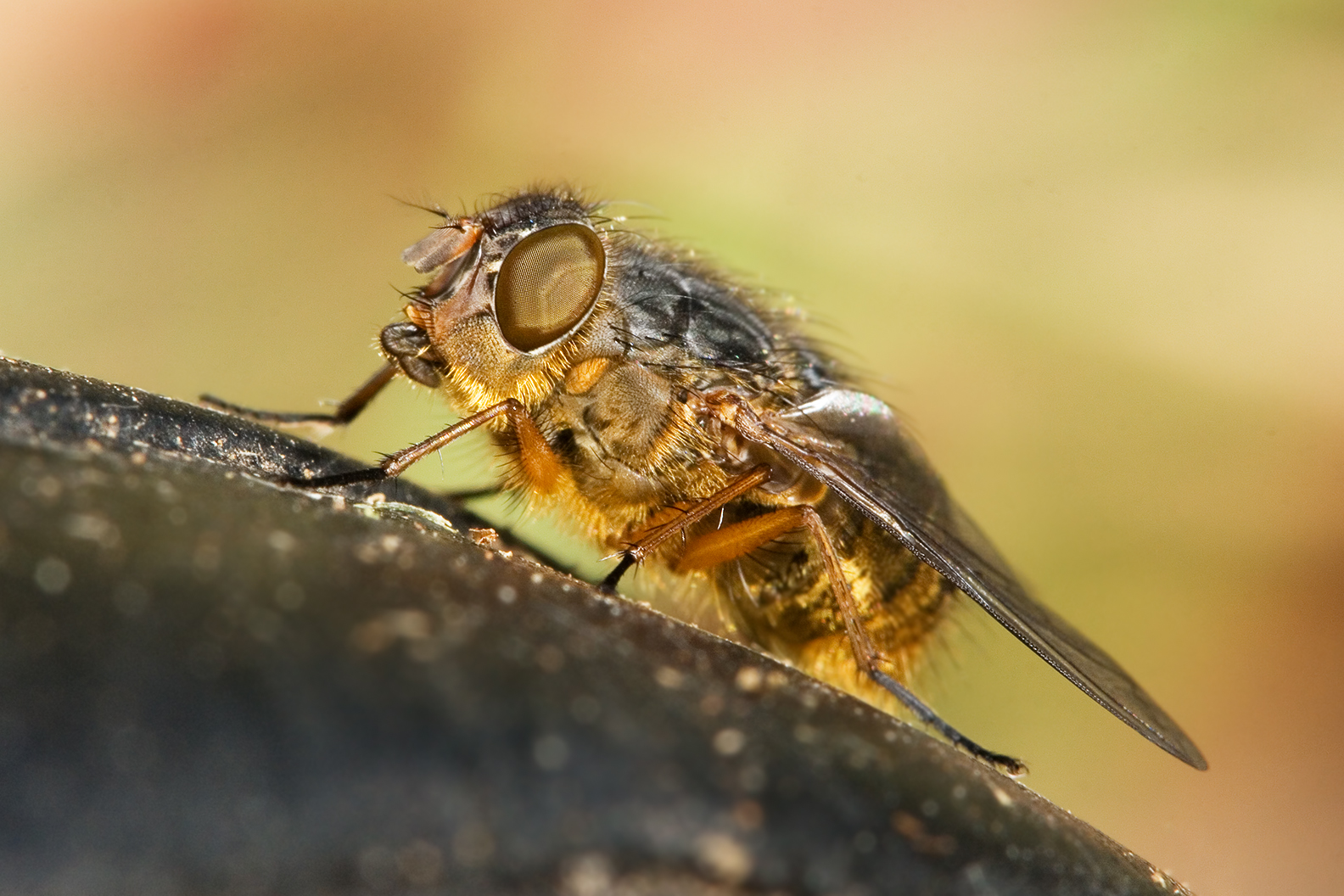
Calliphora hilli'

## Ensemble des espèces
Selon Catalogue of Life (15 février 2018) et Animal Diversity Web (15 février 2018) :
- C. accepta Malloch, 1927
- C. algira Macquart, 1843
- C. alpina (Zetterstedt), 1845
- C. antennatis  Hutton, 1881
- C. antipodes Hutton, 1902
- C. antojuanae Mariluis, 1982
- C. aruspex Bezzi, 1927
- C. assimilis Malloch, 1927
- C. atripalpis Malloch, 1935
- C. augur newcaledoniensis Kurahashi
- C. augur (Fabricius), 1775
- C. auriventris Malloch, 1927
- C. australica Malloch, 1927
- C. axata Séguy, 1946
- C. bezzi Zumpt, 1956
- C. bryani Kurahashi, 1972
- C. calcedoniae Mariluis, 1979
- C. canimicans Hardy, 1930
- C. centralis Malloch, 1927
- C. chinghaiensis Van & Ma, 1978
- C. clarki Malloch, 1927
- C. clausa Macquart 1848
- C. clementei Iches, 1906
- C. coloradensis Hough, 1899
- C. croceipalpis Jaennicke, 1867
- C. dasyophthalma Villeneuve, 1927
- C. deflexa Hardy, 1932
- C. dichromata (Bigot)
- C. dispar Macquart, 1846
- C. echinosa Grunin, 1970
- C. elliptica Macquart, 1847
- C. erectiseta Fan, 1957
- C. espiritusanta Kurahashi, 1971
- C. eudypti Hutton, 1902
- C. fulviceps papuensis Kurahashi
- C. fulviceps Lamb, 1909
- C. fulvicoxa Hardy, 1930
- C. fuscofemorata Malloch, 1927
- C. flavicauda Malloch, 1925
- C. floccosa Wulp, 1884
- C. forresti Norris, 1994
- C. franzi Zumpt, 1956
- C. fuscipennis Jaennicke, 1867
- C. genarum Zetterstedt, 1838
- C. gilesi Norris, 1994
- C. grahami Aldrich, 1930
- C. gressitti Kurahashi, 1971
- C. grisescens Villeneuve, 1933
- C. grunini Schumann, 1992
- C. hasanuddini Kurahashi & Selomo, 1997
- C. hilli fallax Hardy
- C. hilli milleri Hardy
- C. hilli Patton, 1925
- C. icela (Walker)
- C. insignis Curran, 1938
- C. io Zumpt, 1956
- C. irazuana Townsend, 1908
- C. javanica de Meijere, 1914
- C. kanoi Kurahashi, 1986
- C. kermadeca  Kurahashi, 1971
- C. lata Coquillett, 1898
- C. latifrons Hough, 1899
- C. leucosticta Bezzi, 1927
- C. livida Hall, 1948
- C. loewi Enderlein, 1903
- C. lordhowensis Kurahashi, 1987
- C. maestrica Peris, Gonzalez-Mora & Fernandez, 1998
- C. majuscula Villeneuve, 1915
- C. malayana Malloch, 1927
- C. maritima Norris, 1994
- C. maryfullerae Hardy
- C. melinda Curran, 1929
- C. metallica Malloch, 1927
- C. minor Malloch, 1927
- C. mogii Kurahashi & Selomo, 1998
- C. morticia Shannon, 1923
- C. mumfordi Malloch, 1932
- C. neohortona Miller, 1939
- C. neozelandica Murray, 1954
- C. nigribarbis Vollenhoven, 1863
- C. nociva Hardy
- C. norfolka Kurahashi, 1971
- C. nothocalliphoralis Miller, 1939
- C. noumea Curran, 1929
- C. ochracea Schiner, 1868
- C. onesiodes Kurahashi, 1971
- C. papua Guerin-Vollenhoven, 1831
- C. papuensis Kurahashi, 1971
- C. pattoni Aubertin, 1931
- C. perida Hardy, 1937
- C. phacoptera Wulp, 1882
- C. plebeia Malloch, 1927
- C. popoffana Townsend, 1908
- C. porphyrina Kurahashi, 1971
- C. praepes Giglio-Tos, 1893
- C. prosternalis Malloch, 1934
- C. psudovomitoria Kurahashi, 1971
- C. pubescens Macquart, 1851
- C. quadrimaculata (Swederus)
- C. robusta Malloch, 1927
- C. rohdendorfi Grunin, 1970
- C. rostrata Robineau-Desvoidy, 1830
- C. rufipes Kurahashi
- C. salviaga Bezzi
- C. simulata Malloch, 1932
- C. sternalis Malloch
- C. stygia laemica (White)
- C. stygia rufipes Macquart
- C. stygia (Fabricius)
- C. subalpina (Ringdahl), 1931
- C. tasmaniae Kurahashi
- C. terranovae Macquart, 1851
- C. toxopeusi Theowald, 1957
- C. uralensis Villeneuve, 1922
- C. varifrons Malloch, 1932
- C. vicina Robineau-Desvoidy, 1830
- C. viridescens Robineau-Desvoidy, 1830
- C. viridiventris (Malloch)
- C. vomitoria (Linnaeus, 1758)
- C. xanthura Bigot
- C. yezoana Matsumara

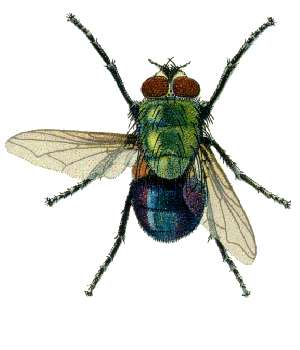
Calliphora tasmaniensis
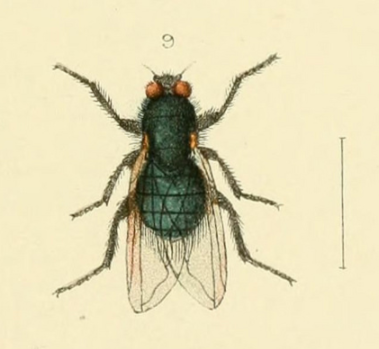
Calliphora quadrimaculata
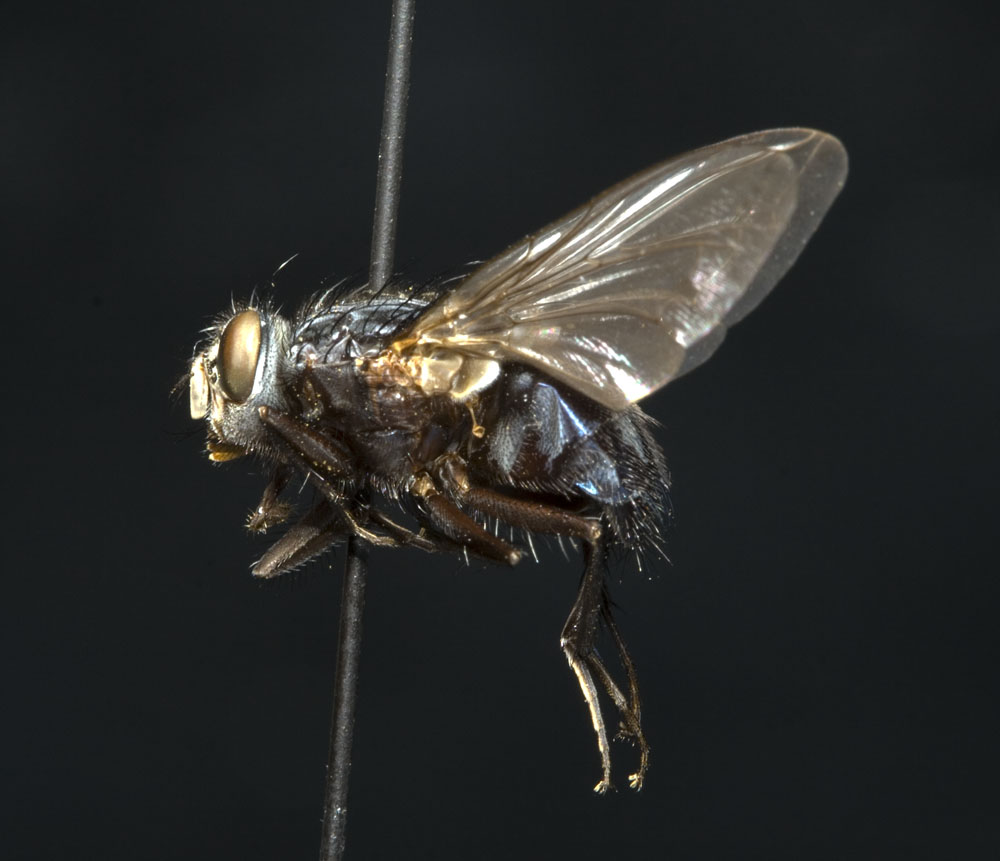
Calliphora livida
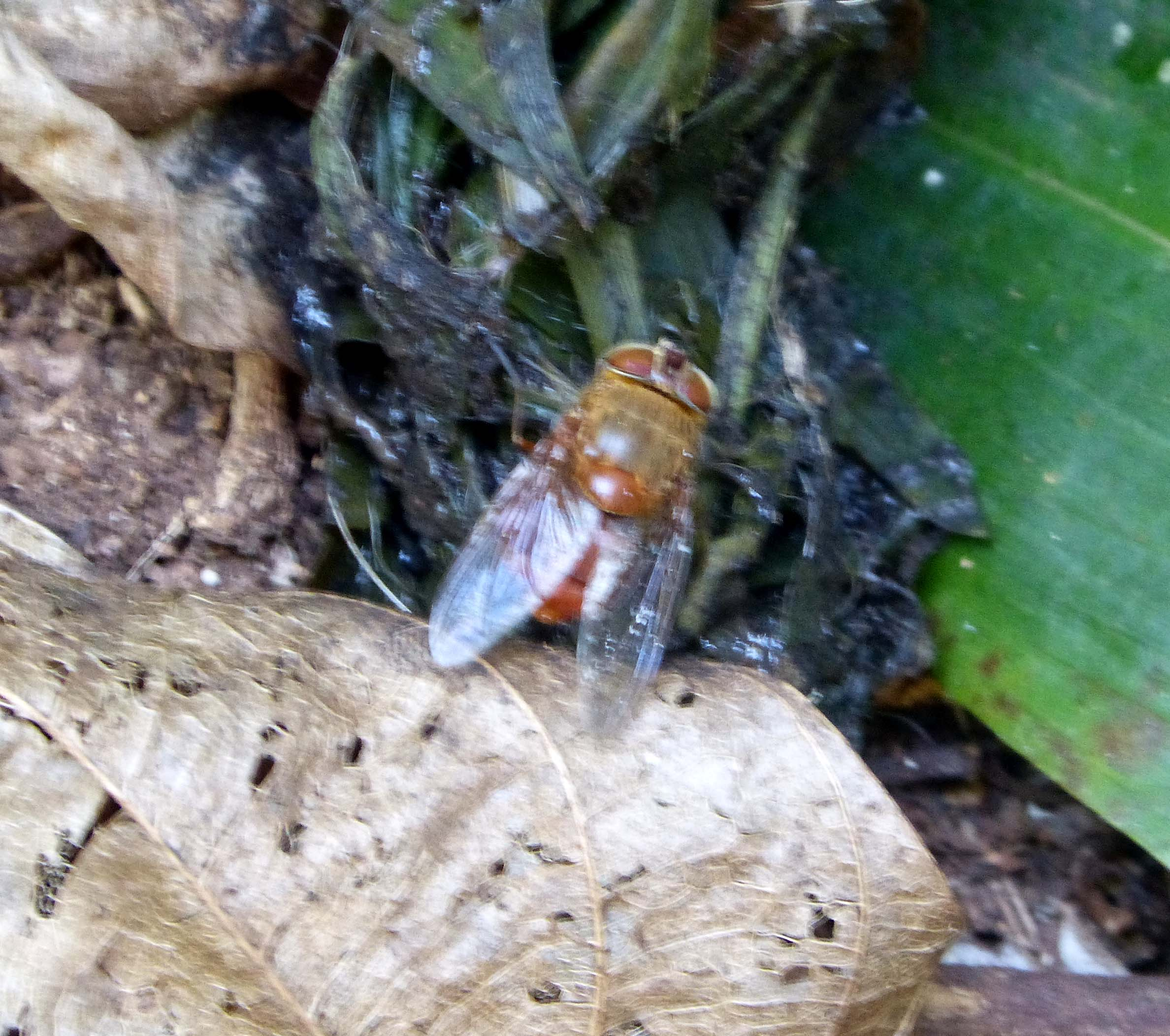
Calliphora ochracea
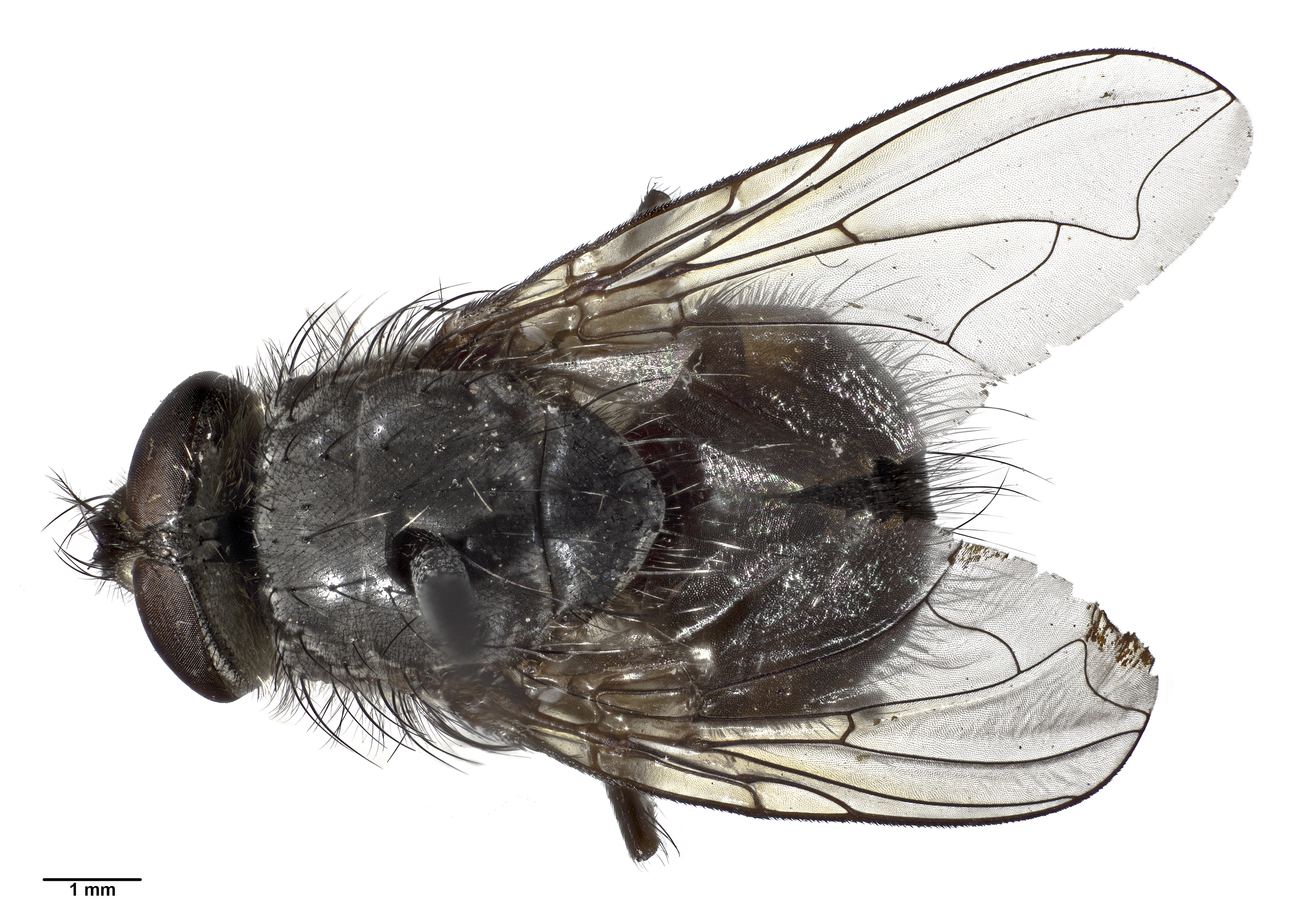
Calliphora kermadeca
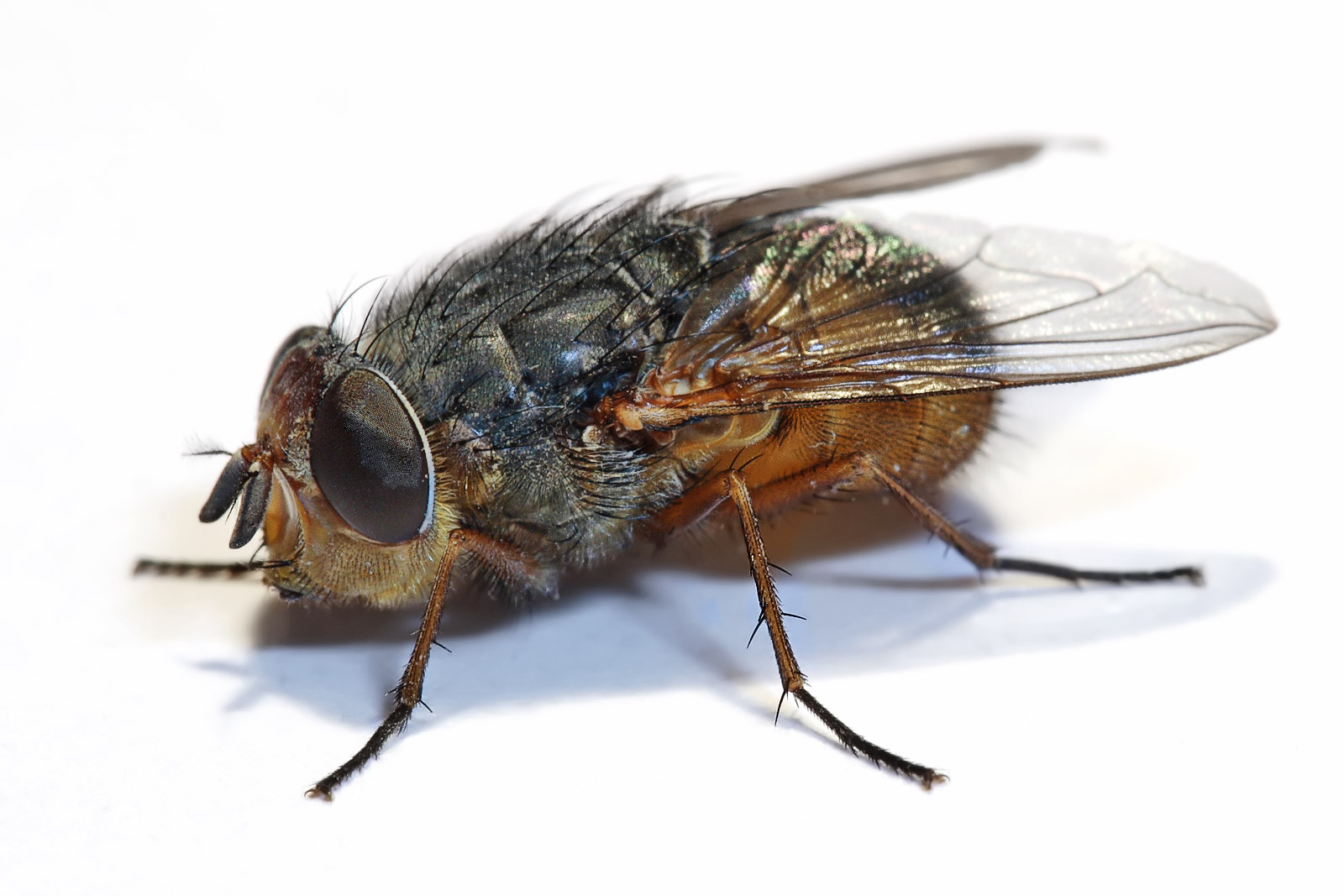
Calliphora augur